# شهرستان فرانکلین (مین)
شهرستان فرانکلین واقع در ایالت مین است. جمعیت این شهرستان بر اساس سرشماری سال ۲۰۱۰ آمریکا ۳۰۷۶۸ نفر گزارش شده‌است. مرکز این شهرستان شهر فارمینگتون است. شهرستان فرانکلین در تاریخ ۹ می ۱۸۳۸ بنیان‌گذاری شده‌است. نام این شهرستان به افتخار بنجامین فرانکلین سیاستمدار و دانشمند برجسته آمریکایی، فرانکلین نامیده شده‌است.